# Kelet-afrikai keskenyszájú orrszarvú
A kelet-afrikai keskenyszájú orrszarvú (Diceros bicornis michaeli) az emlősök (Mammalia) osztályának páratlanujjú patások (Perissodactyla) rendjébe, ezen belül az orrszarvúfélék (Rhinocerotidae) családjába tartozó keskenyszájú orrszarvú (Diceros bicornis) egyik alfaja.

## Előfordulása
A kelet-afrikai keskenyszájú orrszarvú eredeti előfordulási területe Etiópia, Szomália, Tanzánia és Kenya voltak. 2017-ben, Kenyában 594 példány, míg Ruandában és Észak-Tanzániában összesen 80 egyed élt. A Dél-afrikai Köztársaságban egy 60 orrszarvúból álló állományt hoztak létre.
Az orvvadászat miatt három nemzedék alatt 90%-kal csökkent az állománya. 2010-ben 740 kelet-afrikai keskenyszájú orrszarvú létezett; állítólag jól szaporodnak, ha hagyják őket.
Korábban az északabbra található Diceros bicornis ladoensis nevű alfajt azonosnak tartották a kelet-afrikai keskenyszájú orrszarvúval, manapság viszont önálló alfajként van elismerve, azonban nem mindenki által.

## Megjelenése
A többi délen élő keskenyszájú orrszarvú alfajtól a hosszabb, keskenyebb és hajlottabb tülke, valamint a jól kivehető bőrredői különböztetik meg. Agresszívabb, mint a déliek.

## Életmódja
A szavannákon található ligeterdők és bozótosok lakója, ahol a mozgatható ajkaival a bokrok és cserjék leveleit szedegeti. Azonban a déli alföldi alfajoktól eltérően, a kelet-afrikai keskenyszájú orrszarvú a hegyvidéki erdőkben is jól érzi magát.

## Fordítás
- Ez a szócikk részben vagy egészben  az   Eastern black rhinoceros című angol Wikipédia-szócikk ezen változatának fordításán alapul.  Az eredeti cikk szerkesztőit annak laptörténete sorolja fel. Ez a jelzés csupán a megfogalmazás eredetét és a szerzői jogokat jelzi, nem szolgál a cikkben szereplő információk forrásmegjelöléseként.